# Christian de Montella
 (octobre 2011).
Pour les articles homonymes, voir Montella (homonymie).
Œuvres principales
- Séries de Graal
- Le Diable dans l’Île
- Reste avec moi

Christian de Montella est un écrivain français né en 1957. Il a fait des études de lettres et de philosophie. Il a exercé divers métiers assez variés avant de se diriger vers l'écriture : ouvrier agricole, comédien, moniteur de sport, attaché d'administration...
Il a déjà publié plusieurs livres dans diverses maisons d'édition (Gallimard, Bayard, Stock...).
Il écrit également pour les enfants à l'École des loisirs, à Je Bouquine, chez Bayard et au Livre de poche jeunesse.

Il a écrit la saga Graal (2003), série de quatre tomes, sur le Roi Arthur et d'autres livres pour la jeunesse. Il a écrit aussi Le Diable dans l'île (2000). Son partenaire de toujours (Olivier Nadel) et lui se sont connus au lycée où ils ont écrit et illustré ensemble et depuis il continue à écrire.